# Gareguin Ter-Harutiunian
Gareguin Ter-Harutiunian (em armênio/arménio:  Գարեգին Տեր-Հարությունյան) também conhecido pelo pseudónimo Gareguin Nejdeh (em armênio/arménio:  Գարեգին Նժդեհ) (1 de Janeiro de 1886 – 21 de Dezembro de 1955) foi um estadista e estratega militar armênio. Como membro da Federação Revolucionária Armênia, esteve envolvido na luta de liberação nacional, e em atividades revolucionárias durante a Primeira Guerra Balcânica e a Primeira Guerra Mundial. Gareguin foi um dos principais líderes políticos e militares da Primeira República da Armênia (1918–1921), e é grandemente admirado como um carismático herói nacional pelos armênios.
Em 1921, ele foi instrumental no estabelecimento da República da Armênia Montanhosa, um estado anti-Bolchevique que se tornou um fator-chave na futura inclusão da província de Siunique na Armênia Soviética.

## Infância
Gareguin Ter-Harutiunian nasceu em 1 de Janeiro de 1886 na vila de Kznut, Naquichevão. Ele era o mais novo dos quatro filhos nascidos a um sacerdote. Perdeu seu pai, Pároco Yeghiche, ainda na infância. Gareguin recebeu a educação básica em uma escola russa em  Naquichevão. Continuou os estudos na Escola Ginasial Russa de Tiflis. Aos 17 anos, entrou para o movimento de liberação armênio. O apelido nejdeh significa "peregrino" ou "emigrante" em arménio. Pouco tempo depois, ele se mudou para São Petersburgo para continuar os estudos na universidade. Após ter cursado dois anos na Faculdade de Direito, abandonou o curso e retornou para o Cáucaso a fim de participar nos movimentos nacionais armênios contra os impérios Russo e Otomano.
Em 1906, Gareguin mudou-se para a Bulgária, onde terminou sua formação no colégio militar em 1907.

## Guerras Balcânicas

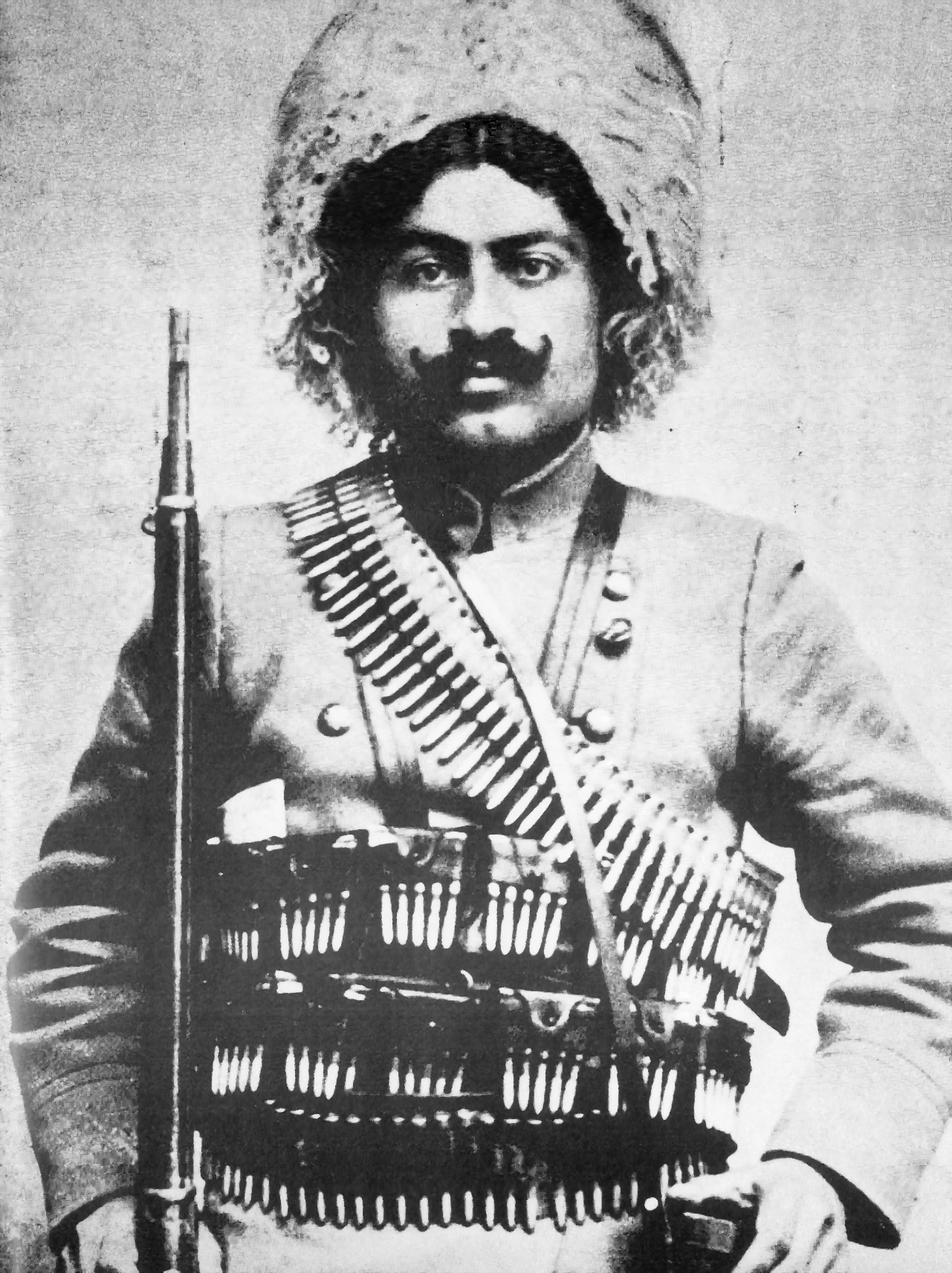
Gareguin Ter-Harutiunian durante as Guerras Balcânicas, 1912–1913

No mesmo ano ele retornou à Armênia. Em 1908 juntou-se à Federação Revolucionária Armênia e participou na Revolução Iraniana ao lado de Yeprem Khan e Murad de Sebástia (de Sivas). Em 1909, ao retornar ao Cáucaso, Gareguin foi preso por autoridades russas e passou 3 anos encarcerado.
Em 1912, juntamente com o General Andranik Ozanian, ele formou um batalhão armênio dentro das Forças Voluntárias do Exército Búlgaro para lutar contra o Império Otomano na Primeira Guerra Balcânica, pela liberação da Trácia e da Macedônia. Durante  a Segunda Guerra Balcânica ele foi ferido. Pela bravura e resultados extraordinários dos soldados armênios, as autoridades militares búlgaras concederam a Gareguin a "Cruz de Bravura".

## Primeira Guerra Mundial
Antes do início da Primeira Guerra Mundial, graças a uma anistia concedida pelas autoridades russas em 1914, Gareguin retornou ao Cáucaso para organizar a formação das Unidades Voluntárias Armênias dentro do exército russo para lutar contra o Império Otomano. Durante o primeiro período de guerra, em 1915, ele foi indicado como comandante-assistente de Drastamat Kanaian, da 2ª Unidade Armênia. Em 1916, comandou a Unidade Especial Armênio-Yazidi. Após a Revolução Russa e a retirada do exército russo, Gareguin lutou nas escaramuças de Alajai (próximo a Ani, primavera de 1918), permitindo a passagem segura para Alexandropol das forças voluntárias armênias que retrocediam.

## Batalha de Caraquilissa

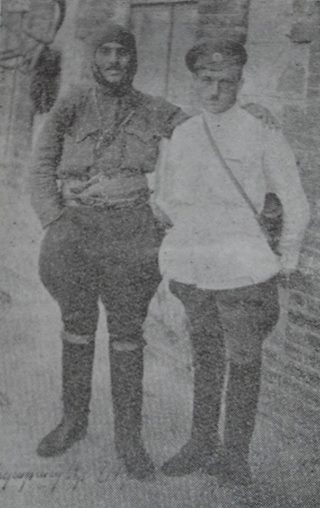
General Gareguin Ter-Harutiunian e Coronel Ruben Narinian no outono de 1920

Após confrontar-se com as forças turcas em Alexandropol, atualmente conhecida como Guiumri, os soldados armênios liderados por Gareguin esconderam-se e construíram fortificações em Caraquilissa. Gareguin teve um importante papel na organização das tropas para a Batalha de Caraquilissa que ocorreu em maio de 1918. Com um discurso inspirado, proferido em frente à igreja de Dilijã, Gareguin conseguiu mobilizar a população e os refugiados para a luta que se aproximava; no discurso, convocou os armênios para uma guerra santa: "Direto para a linha de frente, nossa salvação está lá." Gareguin foi ferido na luta que se seguiu, e após quatro dias de violenta batalha, ambos os lados tinham muitas baixas. Os armênios ficaram sem munição e tiveram que retroceder. Embora o exército otomano tenha conseguido invadir Caraquilissa, eles não tinham mais recursos para continuar avançando território adentro da Armênia.
Após a declaração de independência da Primeira República da Armênia, Gareguin foi indicado como governador de Naquichevão, e posteriormente, em agosto de 1919, comandante das forças sulistas do exército da Armênia. No mesmo ano o Naquichevão foi retomado pelos azerbaijanos.

## República da Armênia Montanhosa

Emblema da República da Armênia Montanhosa

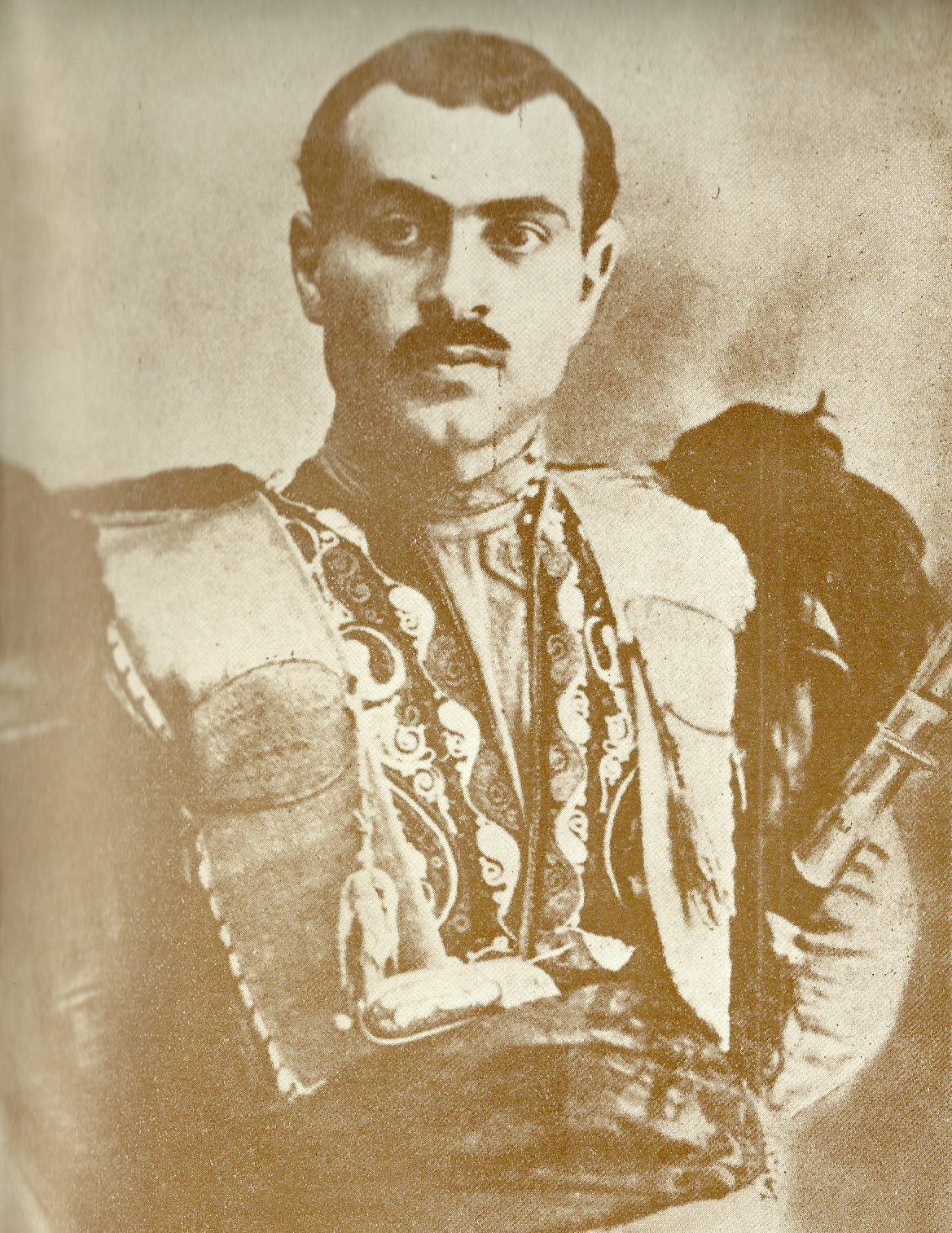
Gareguin em Goris, República da Armênia Montanhosa (1921)

Em 29 de novembro de 1920 teve inicio a invasão da Primeira República da Armênia pelo 11º Exército Vermelho Soviético. A sovietização da Armênia foi declarada em 2 de dezembro do mesmo ano. Pouco depois, os soviéticos prometeram tomar medidas para reconstruir o exército, proteger os armênios e não perseguir não-comunistas, embora esta última promessa tenha sido quebrada quando expulsaram os Dashnaks para fora do país.
O governo soviético propôs que as regiões de Alto Carabaque e Zanguezur passassem a fazer parte do Azerbaijão soviético. Esta medida foi fortemente rejeitada por Gareguin. Um anti-bolchevique convicto, ele liderou a defesa de Siunique contra o crescente movimento bolchevique, declarando Siunique uma região independente em dezembro de 1920. Em janeiro de 1921, Drastamat Kanayan enviou um telegrama a Gareguin sugerindo que ele permitisse a sovietização de Siunique, para que assim ganhassem o apoio do governo bolchevique para solucionar os problemas de demarcação das terras armênias. Como resposta, Gareguin permaneceu em Siunique e continuou sua luta contra o Exército Vermelho e o Azerbaijão soviético, lutando para manter a independência da região.
Em 18 de fevereiro de 1921, os Dashnaks lideraram uma rebelião antissoviética em Yerevan e tomaram o poder. Eles controlaram Yerevan e as terras ao redor por 42 dias, até serem derrotados em abril de 1921 pelas forças numericamente superiores do Exército Vermelho. Os líderes da rebelião fugiram para a região de Siunique.
O 2.º Congresso Pan-Zanguezuriano, sediado em Tatev, anunciou em 26 de abril de 1921 a independência das regiões autogovernadas de Daralaquiaz (Vaiots Dzor), Zanguezur, e Artsaque Montanhoso, sob o nome de "República da Armênia Montanhosa" (Lernahaystani Hanrapetutyun).
Em seguida à declaração de independência da República da Armênia Montanhosa da República Socialista Soviética da Armênia, Gareguin foi proclamado Primeiro Ministro e Ministro da Defesa.
Entre abril e julho de 1921, o Exército Vermelho conduziu operações militares maciças na região, atacando Siunique pelo norte e por leste. Após meses de batalhas contra o Exército Vermelho, a República da Armênia Montanhosa capitulou em julho de 1921, com a promessa da Rússia Soviética de que a região montanhosa continuaria como parte da Armênia Soviética. Após o conflito, Gareguin, seus soldados, e muitos intelectuais armênios proeminentes, incluindo os líderes da primeira república independente da Armênia, cruzaram a fronteira em direção à vizinha cidade persa de Tabriz.